# Vliegbasis Gilze-Rijen
Vliegbasis Gilze-Rijen is een militair vliegveld van de Koninklijke Luchtmacht. Het ligt tussen de dorpen Gilze en Rijen in de gemeente Gilze en Rijen, ten noorden van de snelweg A58 tussen Breda en Tilburg. Het vliegveld is een belangrijke werkgever in de regio; er zijn samen circa 2.000 militairen en burgers werkzaam. De basis is de main operating base van het gehele Nederlandse militaire helikopterwezen.  

## Geschiedenis

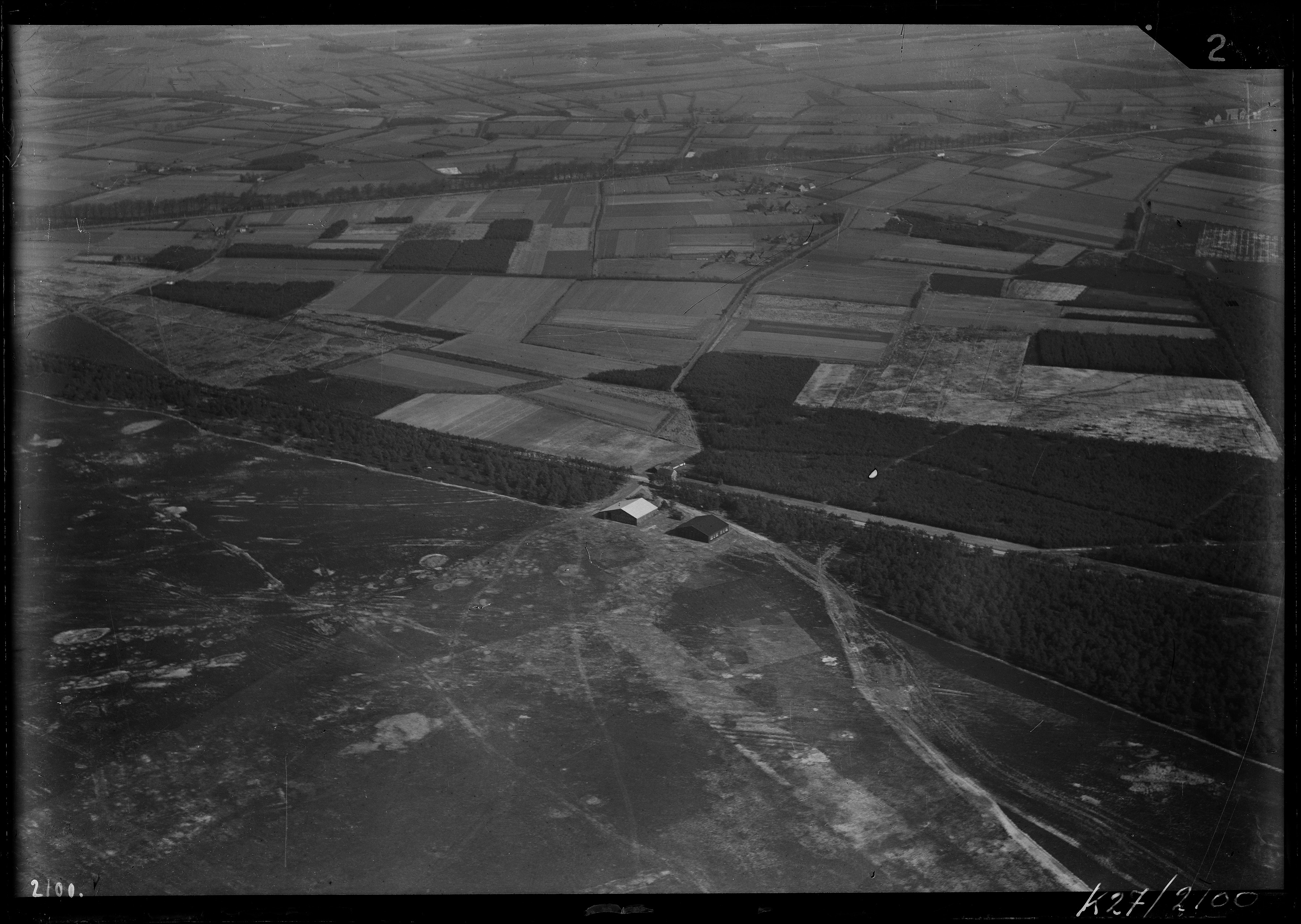
Het bescheiden vliegveldje op de Molenheide met twee loodsen en vlak daarachter het voormalige tolhuis aan de Rijense Dijk. Alles dat op deze foto te zien is - tot aan de Rijksweg boven in de foto - hoort tegenwoordig bij Vliegveld Gilze-Rijen.

### Beginjaren

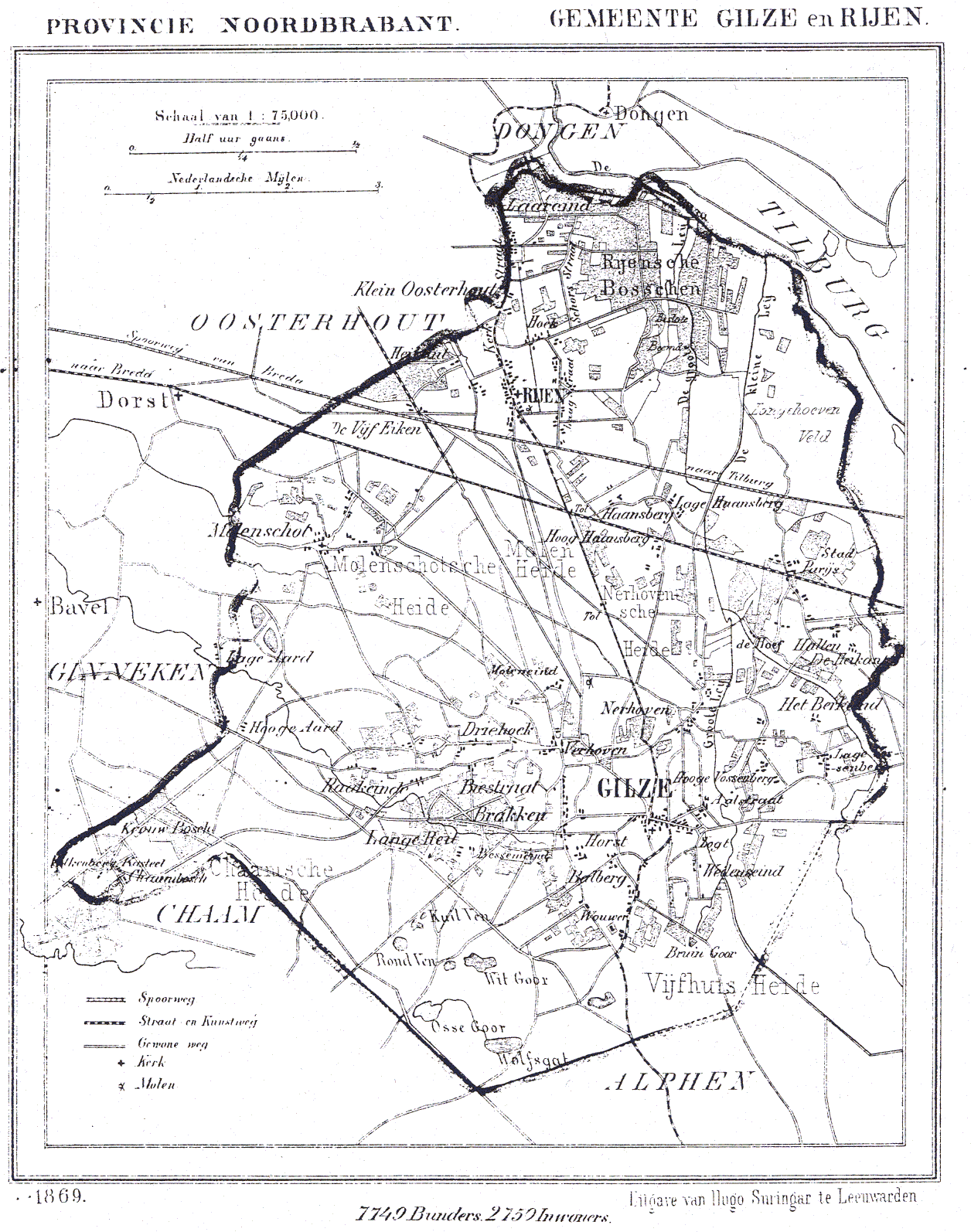
Het terrein van de huidige vliegbasis in 1869

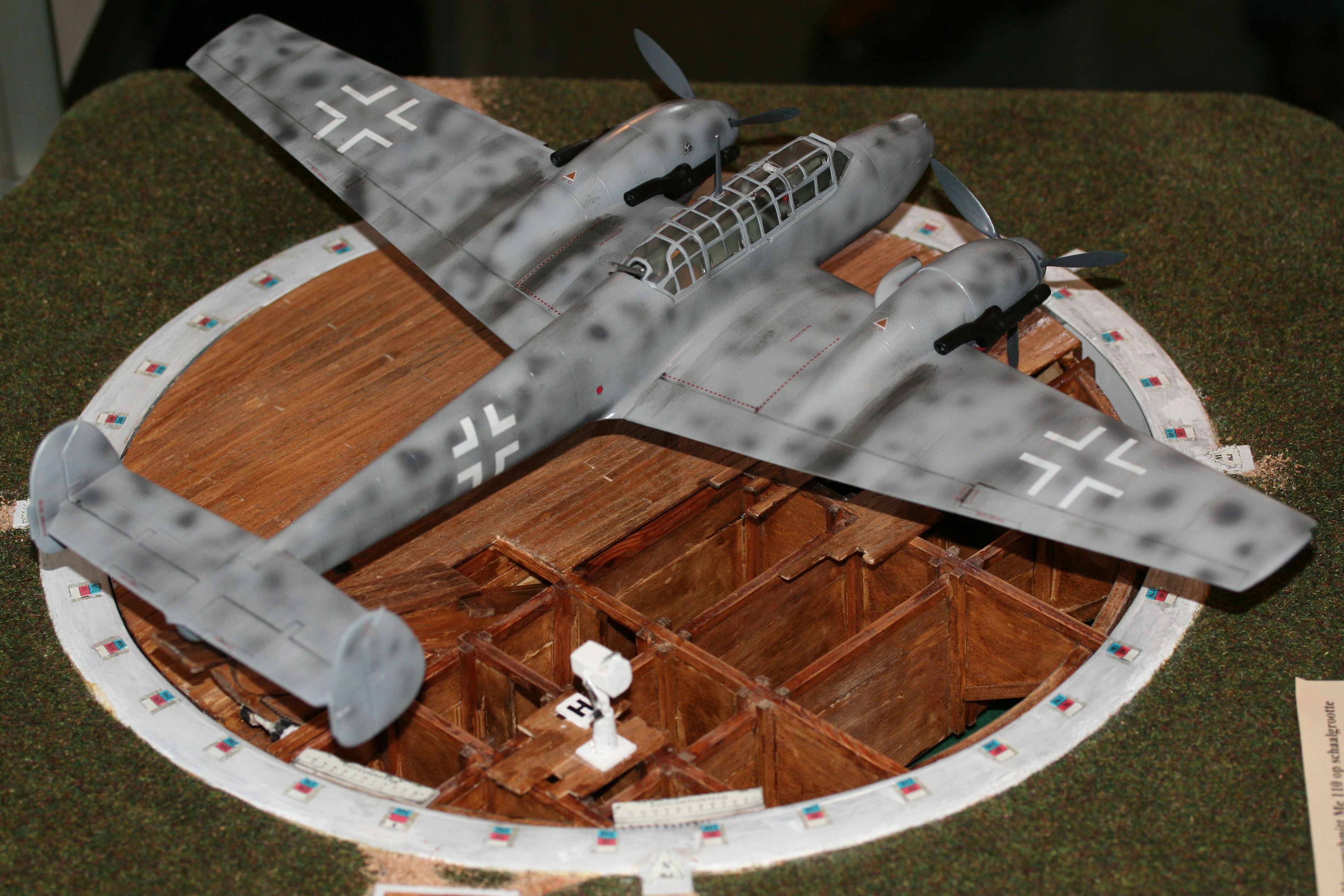
Model van een kompas-compenseerschijf

De vliegbasis ligt op de voormalige Molenheide, genaamd naar een standerdmolen die in 1888 afbrandde. Over de Molenheide liep een weg van noord naar zuid, het militaire gebruik begon in 1831 toen Koning Willem I de heide als verzamelplaats voor zijn troepen wilde gebruiken ter voorbereiding op de Tiendaagse Veldtocht. Vanaf dat moment werd het gebied aangeduid als het oefengebied Kamp te Rijen.
In 1909 was het 40-jarig bestaan van suikerfabriek Van Breda, Dolk en Van Voss te Etten-Leur. De directeur van de fabriek, Heerma van Voss, wilde hiervoor iets speciaals organiseren en wel een vliegmachine-opstijging, in die tijd iets heel bijzonders en een primeur voor Nederland. Men liet de Franse graaf Charles de Lambert overkomen met zijn Wright Flyer, om op zondag 27 juni 1909 op te stijgen van de Klappenbergse Heide. Dit werd een succes en het evenement inspireerde tot de oprichting van de Eerste Nederlandsche Vliegvereeniging.
In maart 1910 kon men op Vliegveld Molenheide beginnen met een bijbehorende vliegschool. Het vliegveld was het eerste vliegveld van Nederland. Aanvankelijk vooral bedoeld voor civiel gebruik, maar ook de militaire luchtvaart ging er gebruik van maken. De landing van luitenant Willem Versteegh met een Farman HF.20 op Molenheide in augustus 1913 markeerde het begin van de militaire luchtvaart op het terrein. In de Eerste Wereldoorlog (1914 – 1918) was Nederland neutraal en bestond de militaire bezetting van Molenheide uit circa 10 man, verantwoordelijk voor vliegtuigonderhoud en verzorging van enkele vliegers.
Tussen 1920 en 1930 groeide het luchtverkeer en medio jaren 1930 werd ten behoeve van de burgerluchtvaart iets oostelijker Vliegveld Nerhoven opgericht, dat met Molenheide werd samengevoegd tot Vliegveld Gilze-Rijen.

### Tweede Wereldoorlog
Evenals diverse andere vliegvelden werd Gilze-Rijen tijdens de mobilisatie in 1939 gevorderd voor militair gebruik en werd een detachement met 12 toestellen op het vliegveld gelegerd. Dit was de 2e verkenningsgroep van het 2e luchtvaartregiment (II - 2LVR) bestaande uit Fokker C.V en Koolhoven FK-51 toestellen maar deze waren niet tot het bieden van serieuze tegenstand in staat.
Na de Nederlandse capitulatie werd het veld op 16 mei 1940 door de Luftwaffe overgenomen en binnen enkele maanden onder het Außenkommando KL s´Hertogenbusch uitgebreid tot Fliegerhorst Gilze-Rijen. Ter afleiding van de RAF werd vlakbij het schijnvliegveld De Kiek opgezet, door de Luftwaffe Kamerun genoemd. Het lag tussen Alphen en Riel langs het Bels Lijntje in het gebied dat nu bekend staat als Riels Hoefke.
Tussen augustus 1940 en september 1944 waren op de Fliegerhorst diverse vlieg- en grondeenheden gelegerd; van augustus 1940 tot juni 1943 onder Fliegerhorst-Kommandantur A 201/VI en van juni 1943 tot september 1944 onder Fliegerhorst-Kommandantur E (verlegbar) 207/XI .
- II gruppe / LehrGeschwadeR 1 (december 1940 - juni 1941) met Heinkel He 111
- I gruppe / NachtJagdGeschwader 2, Stab en 1,2 en 3 staffel (1 september  1940 – 14 november 1941) onder Hauptmann K.Heyse met Junkers Ju 88 en Dornier Do 17Z en 4 staffel (3 sep – 5 nov 1942) met Ju 88 onder Hauptmann. F.Buschmann
- II gruppe / NJG 2, 4 staffel (1 november 1941 – 15 november 1941) onder Majoor H.Lent met Do 17Z en Stab, 4 en 5 staffel (maart – november 1942) onder Hauptmann H.Bönsch met Ju 88
- III gruppe / NJG 2, Stab, 7 en 8 staffel (maart – juli 1942) onder Majoor P.Semrau met Ju 88 en Stab, 8 en 9 staffel (september - november 1943) met Ju 88 en 7 en 8 staffel (januari – maart 1944)  onder Luitenant Hubert met Ju 88
- Ergänzungsstaffel / NJG 2, (januari – december 1941) met Ju 88 en (januari – juli 1943) met Ju 88
- I gruppe / KampfGeschwader 30, (20 september 1940 – 3 maart 1941) met Ju 88
- II gruppe / KG 30 (1 januari – 22 mei 1941) en (7 maart -15 april 1942) met Ju 88
- III gruppe / KG 30 (4 augustus – 25 oktober 1941) en (1 – 24 januari 1942) met Ju 88
- I gruppe / KG 2 (22 april 1942 – 11 april 1943) (17 juni – 10 augustus 1944) met Do 17Z
- II gruppe / KG 2 ( 17 – 22 juni 1944) met Ju 88
- III gruppe / KG 2 (10 augustus 1943 – 22 januari 1944) Ju 88
- II gruppe / KG 40 (17 maart – 25 oktober 1943) met Heinkel He 177
- II gruppe / KG 76 (20 – 28 juni 1944) met Ju 88
- II gruppe / KG 51 “edelweiss” ( 3 april – 15 augustus 1944) met Messerschmitt Me 262
- 1 staffel / Minensuchgruppe 1 (september 1940 – november 1944) met Junkers Ju 52/3m. Ook Sonderkommando Mausi genoemd. Zij vlogen ter ondersteuning van de Kriegsmarine op 10 - 15 meter boven de Noordzee en brachten met een elektrisch geladen magneetring magnetische mijnen tot ontploffing.
- II Abteilubg / Luftnachrichten-Regiment 211 (20 mei 1943 – 20 augustus 1944) dit regiment had 5 Flugmelde-Leit Kompanien in de regio onder commando.

Tot 15 augustus 1944 werd Gilze-Rijen herhaaldelijk gebombardeerd door de geallieerden en heeft de regio rond de basis veel te verduren gehad. Hiervan zijn nu nog steeds kraters zichtbaar. De plaatselijke bevolking werd in de oorlog gedwongen om deze te dichten; levensgevaarlijk vanwege mogelijke blindgangers en nieuwe bombardementen.
In september 1944 werd Gilze-Rijen door de Luftwaffe verlaten nadat diverse objecten door sprengkommandos waren opgeblazen en enkele weken later werd het gebied door Schotse en Poolse eenheden bevrijd.
Een van de overblijfselen is de compenseerschijf. Dit was een draaischijf in een waterbassin waarop vliegtuigen werden geplaatst om het kompas te ijken. De schijf is door het ministerie van Onderwijs, Cultuur en Wetenschap aangewezen als beschermd monument. Ook de Vliegbasis Deelen bezit nog een intact exemplaar.

### Wederopbouw

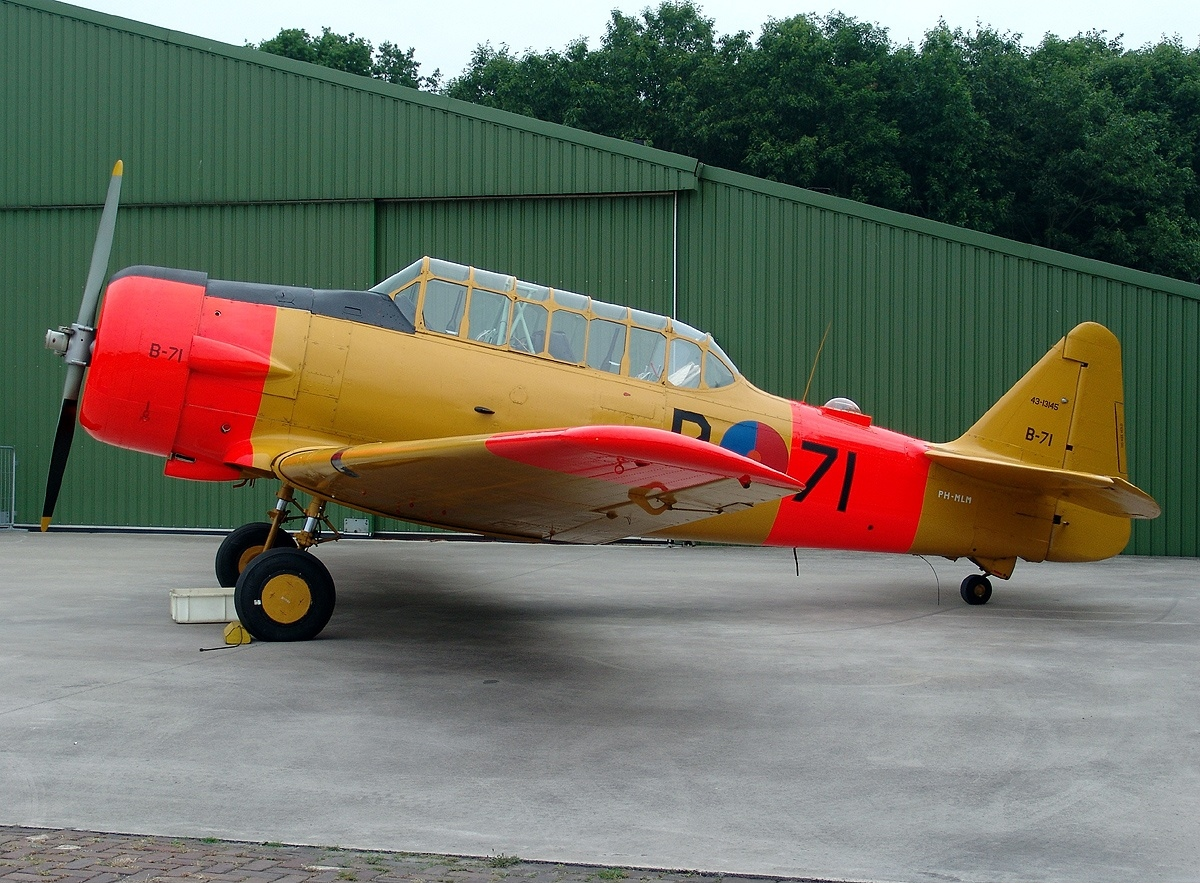
Een North American T-6 Texan, Harvard genoemd in de Koninklijke Luchtmacht, in het kleurenschema dat destijds in gebruik was.

In 1946 werd de basis een opleidingsbasis van het toenmalige Commando Luchtvaart Opleidingen (CLO) en werden er vliegers en verkeersleiders opgeleid. De Voortgezette Vlieger Opleiding (VVO) vloog met de North American T-6 Texan, in Europa beter bekend als de Harvard. De opleiding voor Waarnemers gebruikte de Percival Proctor III en Avro Anson. Ook was een klein marine-detachement op de basis gelegerd bestaande uit kapper, schoenmaker en kleermakers (1946-1971) t.b.v. verzorging personeel.
Op 15 augustus 1951 werd het logistieke Depot Vliegtuig Materieel (DVM) opgericht. In de loop der tijd kregen vele vliegtuigtypen hier hun groot onderhoud.
De Rijksluchtvaartschool (RLS), van 1950-1955 ook gevestigd op Gilze-Rijen, vloog met meerdere typen: De Havilland Tiger Moth, Harvard en Beechcraft 17. 
In 1955 werden de Tiger Moths naar vliegveld Ypenburg verplaatst en vertrok de RLS naar vliegveld Eelde.
In de jaren ‘60 werd de Elementaire Vlieg Opleiding (EVO) met de Fokker S.11 van Woensdrecht naar Gilze-Rijen verplaatst en werd de oude Waarnemers-opleiding vervangen door de Lichte Vliegtuigen Opleiding (LVO) met de Piper Super Cub voor de luchtmacht waarnemers en voor de landmacht artillerie waarnemers opleiding. Ook bleef de basis als reserveveld voor het Commando Tactische Luchtstrijdkrachten (CTL) beschikbaar. De basis huisvestte in deze periode:
- de Explosieven Opruimingsdienst (EOD/Kon.Luchtmacht).
- het Luchtmacht Selectie Orgaan (LUSO) waar de keuring en selectie voor toekomstig beroeps- en dienstplichtig luchtmachtpersoneel plaatsvond.
- de Luchtmacht Officiers- en Kader School (LOKS)
- de Voortgezette Instructie en Militaire Opleidingen School (VIMOS) waar diverse opleidingen plaatsvonden.

In de jaren 1970 veranderde alles weer. De vliegopleidingen werden elders uitgevoerd en 316 squadron vliegend met de Northrop NF-5 werd van vliegbasis Eindhoven op vliegbasis Gilze-Rijen geplaatst (1972-1988). De basis kreeg in die periode een nieuwe baan en verkeerstoren en werd in 1973 totaal veranderd. Na de Zesdaagse Oorlog in het Midden-Oosten (1967) besloot de NAVO dat alle vliegvelden met straaljagers tegen luchtaanvallen moesten worden beschermd. Er werden betonnen vliegtuigshelters gebouwd (1973-1975); 13 kleine voor de Nederlandse vliegtuigen en 17 grote voor de USAF vliegtuigen, die Gilze-Rijen als hun oorlogsbestemming hadden. De basis kreeg derhalve de status van Co-located Base (COB) waar in crisistijd Amerikaanse vliegtuigen werden gelegerd en dit werd ook daadwerkelijk diverse keren geoefend. Ook alle commandofaciliteiten werden in bunkers ondergebracht. In juni 1973 crashte een NF-5 in Hulten tijdens zwaar weer. De vlieger kwam om het leven.
In 1975 werd de naam van de voormalige LOKS gewijzigd in Luchtmachtofficiersschool (LUOS). Alle bestaande opleidingen op de vliegbasis werden in deze school ondergebracht; de Verkeersleidings-, Inlichtingen- en Militaire Opleidingschool (VIMOS) en de School voor Officieren Speciale Diensten (SODS). Hiermee samengaand werd ook de Nucleaire, Biologische en Chemische school op het nabijgelegen Kamp Prinsenbosch gelegerd (1975-1990). Deze kwam vanuit Nijmegen en verzorgde alle CBRN opleidingen tot de verhuizing naar Vliegbasis Woensdrecht.
In 1978 werden HAWK luchtdoelraketten van een opgeheven eenheid in Duitsland op de basis gelegerd. Zij vormden als Single Air Defence (SIAD) de nieuwe luchtverdediging. De naam wijzigde in Assault Firing Unit (AFU) en vervolgens in Actieve Luchtverdediging (ALVD),nadat in 1979 Bofors kanonnen en Stinger raketten werden toegevoegd. Later werd dit weer veranderd in Short Range Air Defence (SHORAD). Deze groep ging op in het 121 Squadron in 1981 en werd uiteindelijk opgeheven in 1995.
In het zelfde jaar werd het Vliegveiligheid Oefen- en Test Centrum van Soesterberg naar Kamp Prinsenbosch overgeplaatst. Dit traint vliegers en bemanningen in overleven na een crash. In 1993 verhuisde het VOTC naar het oude complex van het Depot Vliegtuig Materieel op de basis.
In 1983 werden de Vliegbasis Eindhoven en Vliegbasis Gilze-Rijen vanwege bezuinigingen op papier samengevoegd.
In 1988 werd 314 squadron op vliegbasis Gilze-Rijen gelegerd en ging 316 squadron naar vliegbasis Eindhoven. Beiden gingen toen van de NF-5 over op de General Dynamics F-16 Fighting Falcon. Tevens kwam de rijopleiding van de Koninklijke Luchtmacht op Kamp Prinsenbosch. In 1992 verhuisde deze naar de vliegbasis.
In het begin van de jaren 1990 werd vliegbasis Gilze-Rijen wegens verdere bezuinigingen opnieuw gereorganiseerd. De NF 5 jachtvliegtuigen bij het 314 Squadron (1972-1990) werden vervangen door de F-16. In 1995 werd het squadron opgeheven. De LUOS en de NBC School verhuisden naar de Vliegbasis Woensdrecht waar in het vervolg alle opleidingen en de logistiek werden geconcentreerd. De Luchtmacht Explosieven Opruimingsdienst (EOD) werd in 1990 van Kamp Prinsenbosch verplaatst naar het voormalige DVM complex op de basis. In 2009 werden alle EOD-afdelingen van Landmacht, Marine en Luchtmacht onder een defensiecommando ondergebracht.
In 1992 verhuisde ook het Depot Vliegtuigmaterieel (DVM) naar de vliegbasis Woensdrecht.
In juni 1993 werd de basis in het kader van COB voor een periode door acht Lockheed Martin F-117 stealth bommenwerpers bezocht. Tijdens dit verblijf hebben vele vliegtuigspotters hiervan geprofiteerd en op de Langenbergseweg foto's kunnen maken. Ook werd Kamp Prinsenbosch na 52 jaar opgeheven. Het werd later een asielzoekerscentrum.

In 1995 werd de samenvoeging van Gilze-Rijen en Eindhoven weer ongedaan gemaakt en werd 314 squadron opgeheven. Daarna werd de Tactische Helikopter Groep Koninklijke Luchtmacht (THGKLu) op de basis gelegerd. Dit was de aanzet voor het ontstaan van het Defensie Helikopter Commando (DHC), de huidige hoofdgebruiker van vliegbasis Gilze-Rijen. 
Na de verhuizing van de resterende vliegende eenheden van de voormalige Vliegbasis Soesterberg naar de Vliegbasis Gilze-Rijen zijn de nieuwe NH90 helikopters nu in het DHC ondergebracht. Een vooruitgeschoven maritieme component is permanent op het Maritiem Vliegkamp De Kooy bij Den Helder gedetacheerd.

## Heden
Op de vliegbasis Gilze-Rijen zijn nu gevestigd:
- De Survival, Evasion, Resistance and Extraction (SERE) School. Deze verzorgt vliegveiligheids evaluatie en geeft basic, combat, watersurvival en overlevings / ontsnappings training t.b.v. vliegers en vliegtuig bemanningen.
- Enkele technische praktijk opleidingen van de Vliegbasis Woensdrecht ten behoeve van de opleidingen / bijscholingen voor helikoptertechnici.
- De Koninklijke Luchtmacht Historische Vlucht. Deze brengt en houdt oude vliegtuigen die in gebruik zijn geweest bij de Koninklijke Luchtmacht weer in vliegwaardige conditie en verzorgt bij diverse gelegenheden vliegdemonstraties.
- 298 squadron met Boeing CH-47 Chinook
- 299 sq vlieggerelateerde opleidingen
- 300 sq  met Eurocopter Cougar AS53
- 301 sq met Boeing AH-64 Apache
- 930 sq logistiek en onderhoud
- 931 sq basis squadron
- Buiten openingstijden maakt de zweefvliegclub GLC Illustrious gebruik van de vliegbasis Gilze-Rijen

N.B. De laatste zes genummerde squadrons zijn wel op de vliegbasis Gilze-Rijen gelegerd. Zij behoren echter organiek tot het Defensie Helikopter Commando (DHC)

## Natuur op de basis
Hoewel het militaire gebeuren voor onrust zorgt, nemen de hekken ook veel onrust weg, wat voordelen heeft voor plant en dier. De inkrimpingen van Defensie hebben voor een verdere opwaardering van de natuur op het terrein gezorgd. Omdat grote zoogdieren en vogels een gevaar voor de vliegtuigen kunnen opleveren, moeten functionarissen als vogelwachten dit alles binnen de perken zien te houden. Het beheer is tegenwoordig meer en meer op verschraling van het grasland gericht wat als bijkomend voordeel heeft dat grote vogels nu wegblijven. In 1984 werd de boomkikker op de basis ontdekt. Er zijn maatregelen genomen om deze populatie te behouden.

## Klimaat
| Maand                                  | jan   | feb   | mrt   | apr  | mei  | jun  | jul  | aug  | sep  | okt  | nov   | dec   | Jaar  |
| -------------------------------------- | ----- | ----- | ----- | ---- | ---- | ---- | ---- | ---- | ---- | ---- | ----- | ----- | ----- |
| Hoogste maximum (°C)                   | 15,2  | 17,4  | 22,1  | 27,5 | 32,1 | 34,6 | 40,7 | 35,8 | 30,6 | 27,2 | 19,7  | 15,9  | 40,7  |
| Gemiddeld maximum (°C)                 | 5,8   | 6,6   | 10,4  | 14,4 | 18,4 | 20,9 | 23,2 | 23,0 | 19,4 | 14,9 | 9,7   | 6,2   | 14,4  |
| Gemiddelde temperatuur (°C)            | 3,1   | 3,3   | 6,3   | 9,3  | 13,3 | 15,8 | 18,0 | 17,6 | 14,6 | 10,8 | 6,6   | 3,7   | 10,2  |
| Gemiddeld minimum (°C)                 | 0,0   | −0,2  | 2,1   | 3,8  | 7,6  | 10,3 | 12,7 | 12,2 | 9,9  | 6,7  | 3,3   | 0,8   | 5,8   |
| Laagste minimum (°C)                   | −18,3 | −15,3 | −14,2 | −7,3 | −2,3 | 1,9  | 3,9  | 3,9  | 0,0  | −6,2 | −10,8 | −14,8 | −18,3 |
|                                        |       |       |       |      |      |      |      |      |      |      |       |       |       |
| Neerslag (mm)                          | 70,0  | 57,2  | 64,1  | 46,0 | 61,2 | 65,8 | 75,6 | 66,0 | 72,4 | 75,0 | 76,1  | 75,8  | 805,2 |
| Bron: KNMI: (1981-2010) en (1971-2000) |       |       |       |      |      |      |      |      |      |      |       |       |       |

## Warmterecord
Op 25 juli 2019 werd op de vliegbasis een temperatuur gemeten van 40,7 °C, de hoogste temperatuur ooit in Nederland vastgelegd. Hiermee werd het record verbroken van vliegveld Eindhoven, waar een dag ervoor 39,3 °C werd geregistreerd. Daarvoor stond het record bijna 75 jaar op 38,6 °C, gemeten in Warnsveld (provincie Gelderland).

## Trivia
- Meteogegevens van het vliegveld (EHGR) zijn beschikbaar via de KNMI METAR-pagina[3]
- De vliegbasis is aanwezig in Microsoft Flight Simulator